# Acokanthera
Die Acokanthera sind eine Pflanzengattung innerhalb der Familie der Hundsgiftgewächse (Apocynaceae). Die etwa fünf Arten sind im tropischen bis südlichen Afrika sowie in Arabien verbreitet. Manche Arten werden Schöngift genannt.

## Beschreibung

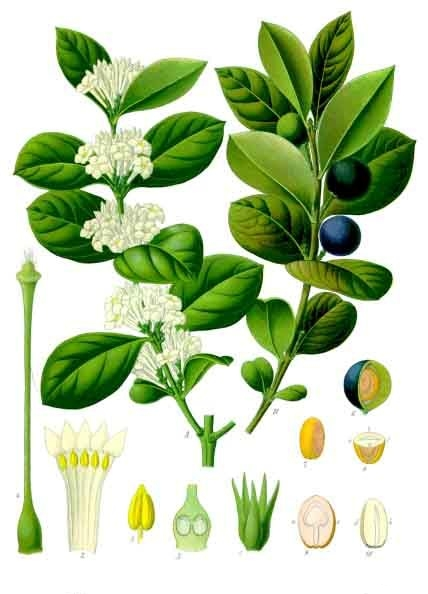
Illustration des Pfeilspitzen-Schöngifts (Acokanthera schimperi) aus Köhler’s Medizinal-Pflanzen, 1897: „Acokanthera schimperi. A blühender Zweig. B Fruchtzweig. 1 Kelch; 2 Korolle, aufgeschnitten; 3 Staubblatt; 4 Pistill; 5 Ovar; 6 Frucht, zum Teil aufgeschnitten; 7 Samen; 8 Querschnitt; 9 Längsschnitt in der Richtung a bis c; 10 Längsschnitt in der Richtung b bis d. A, B verkleinert, 1 bis 10 vergrößert.“

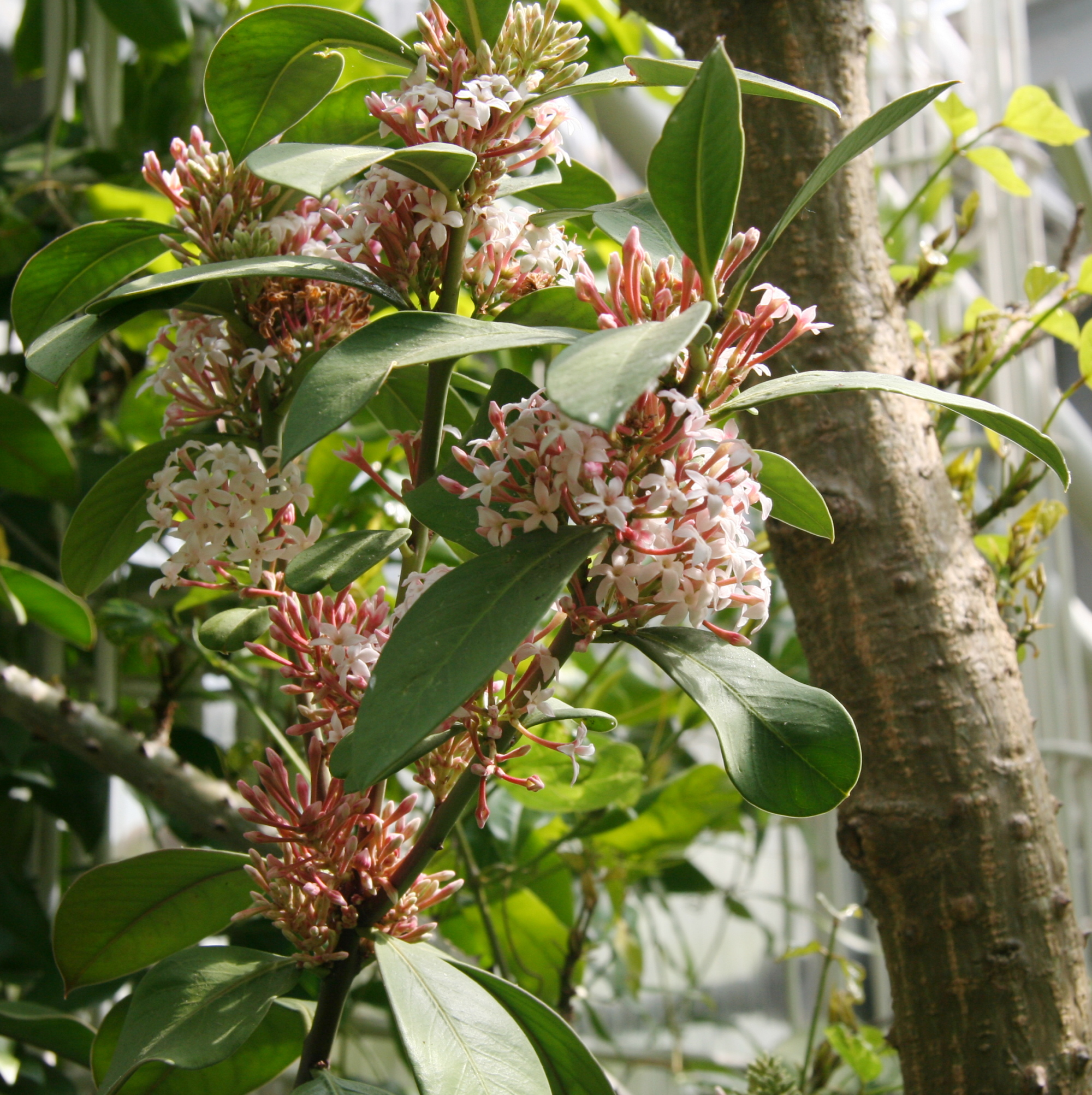
Seitenständige Blütenstände des Afrikanischen Schöngifts (Acokanthera oblongifolia)

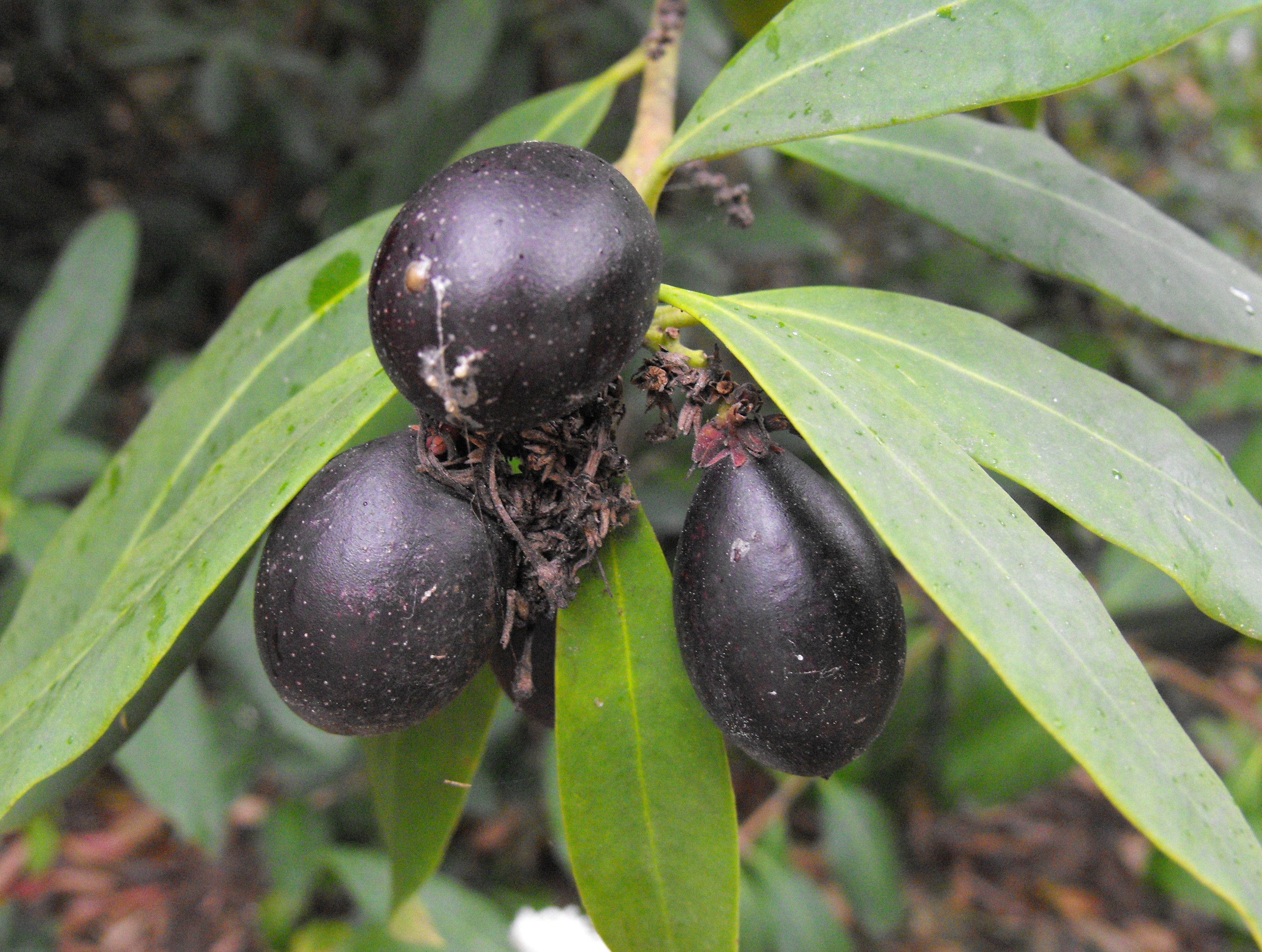
Früchte des Afrikanischen Schöngifts (Acokanthera oblongifolia)

### Erscheinungsbild und Blätter
Acokanthera-Arten wachsen als immergrüne Bäume oder Sträucher. Sie enthalten weißen Milchsaft.
Die (fast) gegenständig angeordneten Laubblätter besitzen einen mehr oder weniger kurzen Blattstiel. Die Blattspreite ist einfach.

### Blütenstände und Blüten
Die schirmrispigen Blütenstände stehen seitenständig, höchstens auf kurzen Blütenstandsschäften oder sind sitzend, oft in Bündeln. Ein Blütenstiel ist kaum erkennbar.
Die meist süß duftenden, zwittrigen Blüten sind radiärsymmetrisch und fünfzählig mit doppelter Blütenhülle. Die fünf kleinen Kelchblätter sind nur kurz verwachsen und besitzen auf der Innenseite keine Drüsen. Die fünf weißen oder rosafarben getönten Kronblätter sind stieltellerförmig verwachsen und die Kronröhre weitet sich etwas in der Nähe des Kronschlundes. Die fünf kurzen Kronlappen überlappen nach links. Es ist keine Nebenkrone vorhanden. Es ist nur ein Kreis mit fünf Staubblättern vorhanden. Die kurzen Staubfäden sind im geweiteten Bereich der Kronröhre inseriert. Die Staubbeutel sind eiförmig bis länglich und bespitzt; das Konnektiv entsteht in einem kurzen, winzig behaarten Punkt und ist an der Basis kurz zweilappig. Ein Diskus ist nicht vorhanden. Die zwei Fruchtblätter sind zu einem oberständigen, zweikammerigen Fruchtknoten verwachsen. Jede Fruchtknotenkammer enthält nur eine Samenanlage. Der fadenförmige Griffel ist im oberen Bereich zylindrisch oder kurz konisch mit einem Ring aus Papillen und endet in einer kurz zweilappigen Narbe.

### Früchte und Samen
Die kugeligen bis elliptischen Beeren besitzen ein holziges Endokarp und enthalten ein oder zwei Samen.
Die Samen besitzen kein Haarbüschel und enthalten den Embryo mit zwei breit eiförmigen oder fast herzförmigen Keimblättern (Kotyledonen) und eine oberständige Radikula.

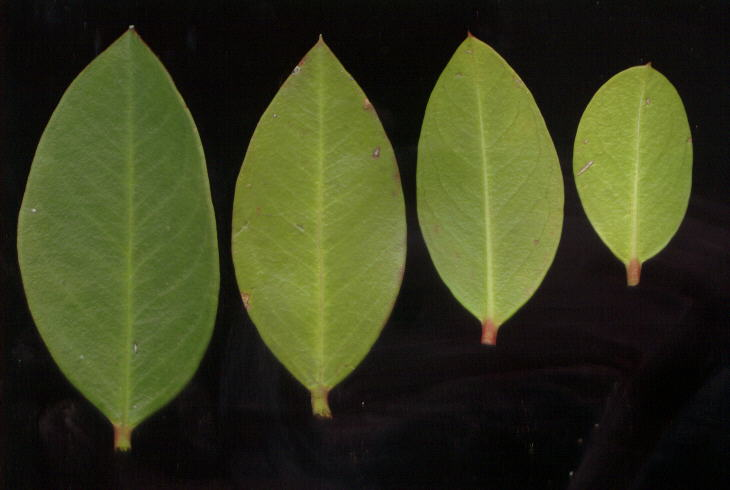
Laubblätter von Buschmanns Schöngift (Acokanthera oppositifolia)

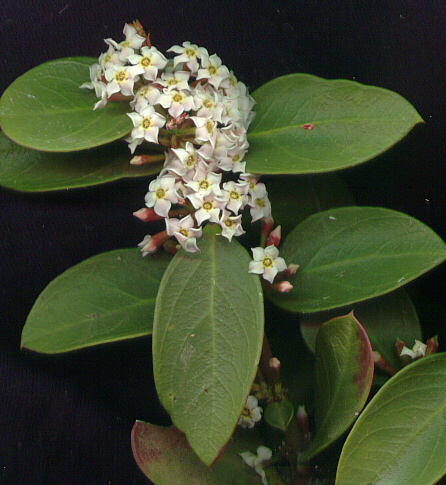
Blütenstände von Buschmanns Schöngift (Acokanthera oppositifolia)

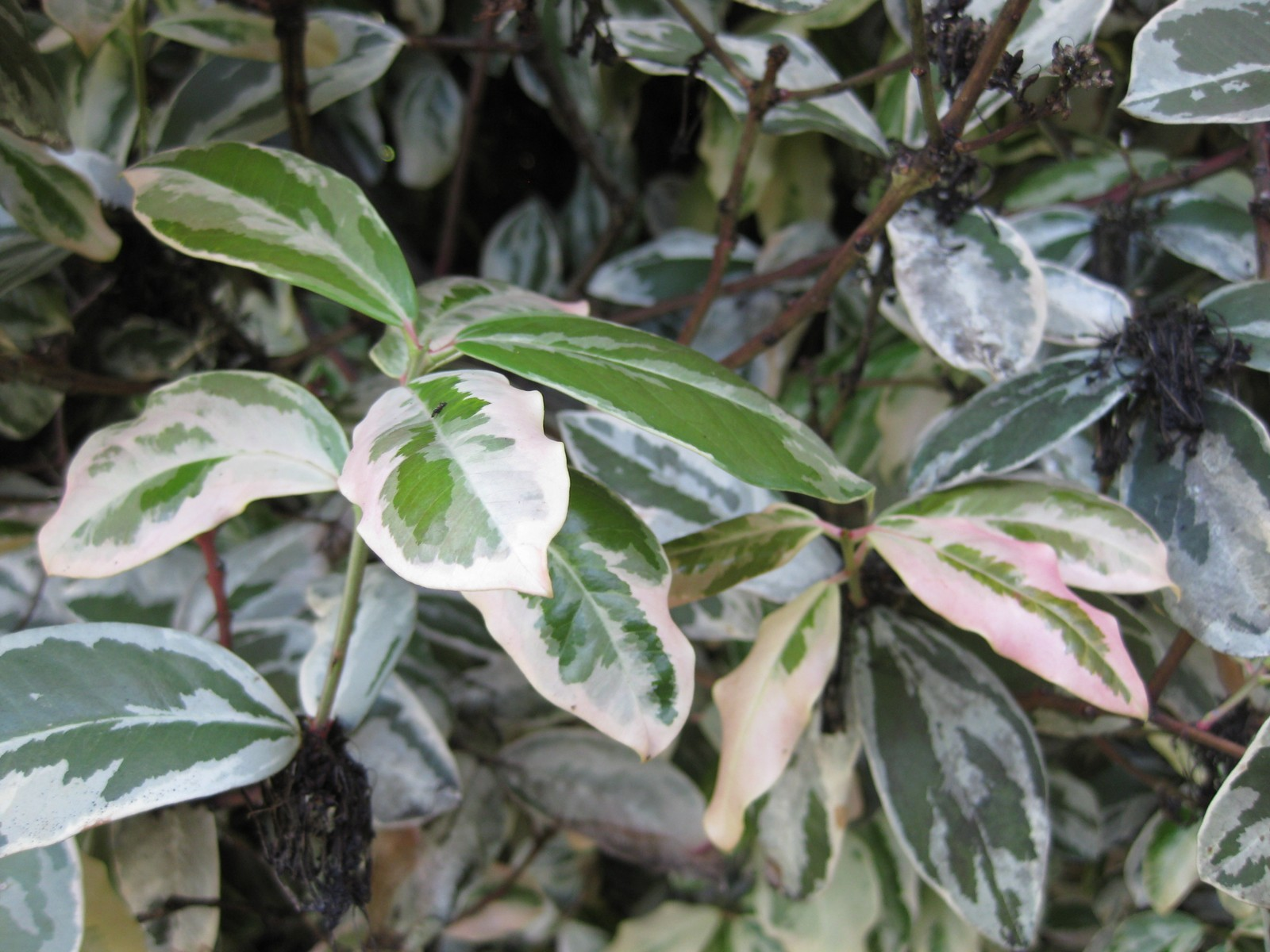
Panaschierte Sorte ‘Variegata’ des Afrikanischen Schöngifts (Acokanthera oblongifolia)

## Systematik und Verbreitung
Die Gattung Acokanthera wurde 1837 durch George Don in A General History of the Dichlamydeous Plants, 4, S. 485. aufgestellt. Ein Synonym für Acokanthera G.Don ist Toxicophlaea Harv. Der Gattungsname Acokanthera leitet sich von den griechischen Wörtern acoce für stachelspitzig und anthera für Staubbeutel, steht also für einen stachelspitzigen Staubbeutel.
Die Acokanthera-Arten sind im tropischen und südlichen Afrika sowie Arabien beheimatet.
Die Gattung Acokanthera gehört zur Tribus Carisseae in der Unterfamilie Rauvolfioideae innerhalb der Familie Apocynaceae.
Es gibt etwa fünf Acokanthera-Arten:
- Acokanthera laevigata Kupicha: Sie kommt nur in Tansania und nördlichen Malawi vor.[6]
- Afrikanisches Schöngift (Acokanthera oblongifolia (Hochst.) Codd, Syn.: Acokanthera spectabilis (Sond.) Hook.f., Carissa oblongifolia Hochst., Toxicophlaea spectabilis Sond.): Sie kommt nur im südlichen Mosambik und den südafrikanischen Provinzen Ostkap sowie KwaZulu-Natal[7] vor.[5][6]
- Buschmanns Schöngift (Acokanthera oppositifolia (Lam.) Codd, Syn.: Acokanthera longiflora Stapf, Acokanthera venenata auct., Cestrum oppositifolium Lam., Cestrum venenatum Thunb.): Sie ist weitverbreitet in Kenia, Tansania, in der südlichen Demokratischen Republik Kongo, Malawi, Mosambik, Sambia, Simbabwe, Eswatini und weiten Teilen Südafrikas (Gauteng, KwaZulu-Natal, Limpopo, Mpumalanga, North West, Ost- sowie Westkap[7]).[5][6]
- Acokanthera rotundata (Codd) Kupicha (Syn.: Acokanthera schimperi var. rotundata Codd): Sie kommt in Simbabwe, Eswatini und den südafrikanischen Provinzen KwaZulu-Natal, Limpopo sowie Mpumalanga vor.[6][7]
- Pfeilspitzen-Schöngift (Acokanthera schimperi (A.DC.) Benth. & Hook.f. ex Schweinf., Syn.: Acokanthera ouabaio Cathel. ex L.Lewin, Carissa schimperi A.DC.): Sie kommt in Dschibuti, Eritrea, Äthiopien, Somalia, Jemen, Kenia, nördlichen Tansania, Uganda, Ruanda und in der östlichen Demokratischen Republik Kongo vor.[5][6]

## Inhaltsstoffe
Das Holz von Acokanthera ouabaio enthält Ouabain, das mit dem aus Strophanthus gratus gewonnenen offizinellen g-Strophanthin identisch ist.

## Nutzung
Acokanthera oblongifolia und Acokanthera oppositifolia werden als Zierpflanze verwendet.
Der Milchsaft von Acokanthera schimperi und Acokanthera oppositifolia wird als Pfeilgift bei der Jagd verwendet.
An 6000 Jahre alten Pfeilspitzen aus Ägypten wurde eine giftige schwarze Substanz gefunden, bei der es sich vermutlich um eine Substanz aus Acokanthera spec. handelt.

## Ergänzende Literatur
- S. Nazimuddin, Mohammad Qaiser: Flora of Pakistan 148: Apocynaceae. Department of Botany, University of Karachi, Karachi 1983, S. 3 (online auf: efloras.org [abgerufen am 27. Dezember 2012] Mit zu vielen Arten, hat also nicht den gleichen Umfang).

- Karte mit allen verlinkten Seiten:
- OSM |
- WikiMap